# الدم والنار (مسلسل)
الدم والنار، مسلسل تلفزيوني درامي مصري من إخراج سمير سيف وتأليف وحيد حامد وبطولة فاروق الفيشاوى وفتحي عبد الوهاب وعبد الرحمن أبو زهرة وخالد صالح.

## قصة المسلسل
يقوم المسلسل على فكرة فلسفية مفادها أن «اليائسون لايحققون الفوز أبداً..والضائعة حقوقهم، والمسلوبة إرادتهم والمتهورون، يواجهون نفس المصير، ليس بقوة خصومهم أوأعدائهم وإنما بضعفهم أنفسهم».يعتمد المسلسل، الشكل الملحمي، بعيداً عن الإطار المتعارف عليه للدراما العربية، حيث يشارك الفلكلور الشعبي مشاركة قوية في مضمونة من خلال الموسيقى والغناء من قلب البيئة المحلية.تدور الفكرة ء حول ظالم مستبد، مظالمه كثيرة..تمكن من أهل بلدته، سيطر عليهم، تحكم في أقدارهم، بالرعب والموت، والحرمان من الرزق الذي وهبه الله لكل الناس..بالرغم من أنه كان في الأصل، شريداً، ضائعاً..ولكنه تسلل حتى تمكن من رقاب العباد.بعد خمسة وعشرين عاماً يأتي إليه أحد أبناء ضحاياه..لايعرفه، ولايعلم القادم أن هذا الظالم المستبد هو قاتل وسارق أسرته..يتمكن الشاب من خلق روح جديدة في نفوس أهل البلدة، فيثورون على الظالم، والظلم بكل أشكاله، والقهر بتعدد أنواعه، لتعود الحقوق إلى أصحابها، والكرامة الإنسانية إلى أهلها..ويسود العدل، ليصبح هو القوة المستنيرة.

## الممثلون
| - فاروق الفيشاوي - عبد الرحمن أبو زهرة - خالد صالح - فتحي عبد الوهاب - تامر عبد المنعم - سناء يونس - عنبر - عبد العزيز مخيون - معالي زايد - محمد العزبى | - أحمد عزمي - أحمد عقل - عفاف مصطفى - شريف عواد - فريد النقراشي - أشرف فاروق - سامى مغاورى - هبة كامل - حمدي السخاوي - داليا إبراهيم | - إيهاب صبحى - أحمد البرعى - سيد مصطفى - يحيى زكريا - عيد أبو الحمد - مجدي شكري - محمود جليفون - حلمي الغمراوي - محمود جليفون - جورج وصفي |